# Дворжак, Милан (композитор)
Милан Дворжак (чеш. Milan Dvořák; род. 6 декабря 1934, Простеёв, Чехословакия) — чешский композитор, известный преимущественно как автор музыки к фильмам и джазовых этюдов.
Окончил Чешский технический университет (1958), однако затем обратился к профессиональным занятиям музыкой. Играл на фортепиано в различных танцевальных оркестрах, а с 1965 г. — в оркестре известного пражского театра «Семафор», в 1968—1969 гг. возглавлял оркестр театра. Одновременно с 1968 г. играл в составе септета Чехословацкого телевидения. В 1970—1981 гг. заведовал музыкально-драматическим вещанием Чехословацкого радио.